# José Ramírez Cubas
José Homero Ramírez Cubas (Chepén, 16 de abril de 1962) es un exfutbolista y director técnico peruano.

## Trayectoria como jugador
Como futbolista, José Ramírez, vistió la camiseta de muchos clubes entre ellos Alianza Atlético, Minas San Vicente, Carlos Mannucci, Universidad Técnica de Cajamarca. Además integró en 1997 la selección de fútbol de la provincia de Chepén.

## Trayectoria como entrenador
Como entrenador es conocido por haber ganado la Copa Perú en cinco oportunidades. 
Su primer título lo consiguió en la Copa Perú 1999 coronándose campeón al mando de Deportivo UPAO que venció en la final 3 - 2 a Alfonso Ugarte.  En el año 2000 se coronó campeón de la Copa Perú 2000 con Estudiantes de Medicina venciendo en la final 2 - 0 a Coronel Bolognesi de Tacna. En 2005 ganó la Copa Perú 2005 luego de vencer con José Gálvez 6 - 4 a Senati.
En un cambio inesperado José pasó a dirigir en la Segunda División en el año 2007, dejando atrás el fútbol amateur de la Copa Perú y adquiriendo rose profesional; ese mismo año se hizo con el ascenso al frente del Atlético Minero que terminó segundo en la temporada consiguiendo así participar en el repechaje contra el subcampeón de la Copa Perú 2007, Sport Águila, partido que logró ganar por un amplio 3 -0.
La Copa Perú 2008 vería la cuarta consagración de José Ramírez en el torneo, esta vez al frente de Sport Huancayo, equipo que terminó primero en el cuadragunlar final. En 2014 sería Club Sport Loreto el equipo al cual él llevase a la gloria; imponiéndose en la final de la Copa Perú 2014 4 - 2 a Unión Fuerza Minera.

## Clubes

### Como jugador
| Club                             | País | Años        |
| -------------------------------- | ---- | ----------- |
| Universidad Técnica de Cajamarca | Perú | 1985 - 1986 |
| Carlos A. Mannucci               | Perú | 1987 - 1990 |
| Mina San Vicente                 | Perú | 1991 - 1993 |
| Alianza Atlético                 | Perú | 1994 - 1997 |

### Como entrenador
| Club                             | País | Torneo           | Temporada | Resultado        |
| -------------------------------- | ---- | ---------------- | --------- | ---------------- |
| Deportivo UPAO                   | Perú | Copa Perú        | 1999      | Campeón          |
| Cultural Hidro                   | Perú | Copa Perú        | 2000      |                  |
| Estudiantes de Medicina          | Perú | Copa Perú        | 2000      | Campeón          |
| Atlético Grau                    | Perú | Copa Perú        | 2002      | Final            |
| Universidad Técnica de Cajamarca | Perú | Copa Perú        | 2003      | Etapa Regional   |
| Academia Municipal               | Perú | Copa Perú        | 2004      | Etapa Regional   |
| José Gálvez                      | Perú | Copa Perú        | 2005      | Campeón          |
| Universidad Técnica de Cajamarca | Perú | Copa Perú        | 2006      |                  |
| Juan Aurich                      | Perú | Copa Perú        | 2006      | Semifinales      |
| Atlético Torino                  | Perú | Copa Perú        | 2007      | Etapa Regional   |
| Atlético Minero                  | Perú | Segunda División | 2007      | Subcampeón       |
| Sport Huancayo                   | Perú | Copa Perú        | 2008      | Campeón          |
| Sport Loreto                     | Perú | Copa Perú        | 2014      | Campeón          |
| Sport Chavelines                 | Perú | Copa Perú        | 2015      |                  |
| Sport Águila                     | Perú | Copa Perú        | 2016      | Octavos de final |
| Atlético Grau                    | Perú | Copa Perú        | 2017      |                  |
| Unión Fuerza Minera              | Perú | Copa Perú        | 2018      |                  |
| ADT de Tarma                     | Perú | Copa Perú        | 2019      | Cuartos de final |
| Alejandro Villanueva             | Perú | Copa Perú        | 2020      |                  |
| Cahusiños San Miguel             | Perú | Copa Perú        | 2022      |                  |

## Títulos

### Como entrenador
| Torneo    | Club                    | País | Año  |
| --------- | ----------------------- | ---- | ---- |
| Copa Perú | Deportivo UPAO          | Perú | 1999 |
| Copa Perú | Estudiantes de Medicina | Perú | 2000 |
| Copa Perú | José Gálvez             | Perú | 2005 |
| Copa Perú | Sport Huancayo          | Perú | 2008 |
| Copa Perú | Sport Loreto            | Perú | 2014 |